# Thure Sundell
Thure Georg Sundell, född 21 oktober 1864 i Benvik, Kaskö, död 25 maj 1924 i Kaskö i finska Österbotten, var en landskapsmålare verksam i Finland och Sverige. Sundell är känd för sina oljemålningar föreställande steniga stränder, glittrande vatten och motljus genom moln. Han målade även porträtt och marinmålningar.
Sundell förblev ogift under hela sitt liv.

## Biografi
Vid tidpunkten för Thure Sundells födelse var familjen bosatt i Kaskö (Benvik). Hans far Thomas Sundell var förvaltare. På mödernet stammade Thure från släkten Tallgren. Mycket tidigt visade Thure konstnärliga anlag och trots att hans far starkt avrådde honom blev valet av konstnärsbanan klart tidigt. När han var tretton år inleddes konststudierna i Helsingfors. Inledningsvis skedde utbildningen med privatlärare, men 1879 påbörjade Thure sina studier vid Konstföreningens ritskola i Helsingfors. Dessa studier varade till år 1883. 
Thure Sundell var mycket begåvad och tilldelades "loford" av klassens lärare Oscar Kleineh och Maria Wiik. Målaren Fredrik Ahlstedt fungerade under senare delen av utbildningen som lärare till Sundell och även han öste lovord över den unge adepten.
Åren 1883-1885 studerade Sundell vid Kungliga akademien för de fria konsterna i Stockholm.
Under åren 1885-1890 besökte Sundell sin bror som arbetade som blomsterhandlare i Göteborg. Därifrån företog han flera besök till olika öar i Bohuslän där många marinmålningar skapades. Sundell är representerad vid Åbo Akademi.

## Fotnoter
1. ↑  Finska konstföreningens matrikel, år 1880, sidan 20
2. ↑  Finska konstföreningens matrikel, år 1882, sidan 22 och 25
3. ↑  Suomen kuvaamataiteilijat, sidan 148
4. ↑  Åbo Akademi, sid 62, ISBN 952-9576-01-3, 1993